# Holmgrenanthe
Holmgrenanthe é um género botânico pertencente à família Plantaginaceae. Tradicionalmente este gênero era classificado na família das Scrophulariaceae.

## Espécies
Holmgrenanthe petrophila

## Nome e referências
Holmgrenanthe (Coville & C.Morton ) W.J.Elisens